# Asthenopus crenulatus
Asthenopus crenulatus is een haft uit de familie Polymitarcyidae. De wetenschappelijke naam van de soort is voor het eerst geldig gepubliceerd in 2011 door Molineri, Cruz & Emmerich.
De soort komt voor in het Neotropisch gebied.